# Sheraldo Becker
Sheraldo Rudi Becker (Amsterdam, 9 febbraio 1995) è un calciatore olandese naturalizzato surinamese, attaccante della Real Sociedad e della nazionale surinamese.

## Caratteristiche tecniche
È un'ala destra. 

## Carriera

### Club
Il 1º aprile 2022 si accorda  con l'Union Berlino, squadra della Bundesliga, firmando un contratto triennale a partire dal mese di luglio. Con i tedeschi raccoglie 104 presenze e 18 reti in campionato, prima di essere ceduto.
Il 18 gennaio 2024 viene acquistato a titolo definitivo dalla Real Sociedad.

### Nazionale
Ha giocato nelle nazionali giovanili olandesi Under-16, Under-17, Under-18, Under-19 ed Under-20.
Nel 2021 ha esordito nella nazionale maggiore surinamese, con cui nello stesso anno ha anche partecipato alla CONCACAF Gold Cup.

## Statistiche

### Presenze e reti nei club
Statistiche aggiornate al 25 febbraio 2025.
| Stagione             | Squadra              | Campionato           | Campionato | Campionato | Coppe nazionali | Coppe nazionali | Coppe nazionali | Coppe continentali | Coppe continentali | Coppe continentali | Altre coppe | Altre coppe | Altre coppe | Totale | Totale |
| Stagione             | Squadra              | Comp                 | Pres       | Reti       | Comp            | Pres            | Reti            | Comp               | Pres               | Reti               | Comp        | Pres        | Reti        | Pres   | Reti   |
| -------------------- | -------------------- | -------------------- | ---------- | ---------- | --------------- | --------------- | --------------- | ------------------ | ------------------ | ------------------ | ----------- | ----------- | ----------- | ------ | ------ |
| 2013-2014            | Jong Ajax            | EE                   | 14         | 1          | -               | -               | -               | -                  | -                  | -                  | -           | -           | -           | 14     | 1      |
| 2014-gen. 2015       | Jong Ajax            | EE                   | 15         | 4          | -               | -               | -               | -                  | -                  | -                  | -           | -           | -           | 15     | 4      |
| Totale Jong Ajax     | Totale Jong Ajax     | Totale Jong Ajax     | 29         | 5          |                 | -               | -               |                    | -                  | -                  |             | -           | -           | 29     | 5      |
| gen.-giu. 2015       | PEC Zwolle           | ED                   | 9+1        | 1          | CO              | 2               | 0               | -                  | -                  | -                  | -           | -           | -           | 12     | 1      |
| 2015-2016            | PEC Zwolle           | ED                   | 23+2       | 4          | CO              | 1               | 0               | -                  | -                  | -                  | -           | -           | -           | 26     | 4      |
| Totale PEC Zwolle    | Totale PEC Zwolle    | Totale PEC Zwolle    | 32+3       | 5          |                 | 3               | 0               |                    | -                  | -                  |             | -           | -           | 38     | 5      |
| 2016-2017            | ADO Den Haag         | ED                   | 28         | 3          | CO              | 3               | 0               | -                  | -                  | -                  | -           | -           | -           | 31     | 3      |
| 2017-2018            | ADO Den Haag         | ED                   | 27+2       | 2          | CO              | 0               | 0               | -                  | -                  | -                  | -           | -           | -           | 29     | 2      |
| 2018-2019            | ADO Den Haag         | ED                   | 33         | 7          | CO              | 2               | 1               | -                  | -                  | -                  | -           | -           | -           | 35     | 8      |
| Totale ADO Den Haag  | Totale ADO Den Haag  | Totale ADO Den Haag  | 88+2       | 12         |                 | 5               | 1               |                    | -                  | -                  |             | -           | -           | 95     | 13     |
| 2019-2020            | Union Berlino        | BL                   | 13         | 0          | CG              | 1               | 0               | -                  | -                  | -                  | -           | -           | -           | 14     | 0      |
| 2020-2021            | Union Berlino        | BL                   | 18         | 3          | CG              | 2               | 0               | -                  | -                  | -                  | -           | -           | -           | 20     | 3      |
| 2021-2022            | Union Berlino        | BL                   | 28         | 4          | CG              | 4               | 2               | UECL               | 8                  | 0                  | -           | -           | -           | 40     | 6      |
| 2022-2023            | Union Berlino        | BL                   | 34         | 11         | CG              | 4               | 0               | UEL                | 10                 | 1                  | -           | -           | -           | 48     | 12     |
| 2023-gen. 2024       | Union Berlino        | BL                   | 11         | 0          | CG              | 2               | 1               | UCL                | 5                  | 2                  | -           | -           | -           | 18     | 3      |
| Totale Union Berlino | Totale Union Berlino | Totale Union Berlino | 104        | 18         |                 | 13              | 3               |                    | 23                 | 3                  |             | -           | -           | 140    | 24     |
| gen.-giu. 2024       | Real Sociedad        | PD                   | 15         | 2          | CR              | 2               | 1               | UCL                | 1                  | 0                  | -           | -           | -           | 18     | 3      |
| 2024-2025            | Real Sociedad        | PD                   | 19         | 2          | CR              | 3               | 0               | UEL                | 8                  | 1                  | -           | -           | -           | 30     | 3      |
| Totale Real Sociedad | Totale Real Sociedad | Totale Real Sociedad | 34         | 4          |                 | 5               | 1               |                    | 9                  | 1                  |             | -           | -           | 48     | 6      |
| Totale carriera      | Totale carriera      | Totale carriera      | 302        | 44         |                 | 26              | 5               |                    | 32                 | 4                  |             | -           | -           | 360    | 53     |